# Tubariopsis
Tubariopsis är ett släkte av svampar. Tubariopsis ingår i familjen Bolbitiaceae, ordningen Agaricales, klassen Agaricomycetes, divisionen basidiesvampar och riket svampar.
|             | Galeropsis                              |
|             |                                         |
|             | Conocybe                                |
|             |                                         |
|             | Pholiotina                              |
|             |                                         |
|             | Bolbitius                               |
|             |                                         |
|             | Rhodoarrhenia                           |
|             |                                         |
|             | Galerella                               |
|             |                                         |
|             | Tubariella                              |
|             |                                         |
|             | Cyttarophyllopsis                       |
|             |                                         |
|             | Tympanella                              |
|             |                                         |
|             | Gymnoglossum                            |
|             |                                         |
| Tubariopsis | \| \| Tubariopsis torquipes \| \| \| \| |
|             | \| \| Tubariopsis torquipes \| \| \| \| |
|             | Ptychella                               |
|             |                                         |
|             | Wielandomyces                           |
|             |                                         |
|             | Agrogaster                              |
|             |                                         |
|             | Tubariopsis torquipes                   |
|             |                                         |

|  | Tubariopsis torquipes |
|  |                       |